# Maxim (Musiker)
Maxim (* 15. Mai 1982 in Siegburg; bürgerlich Maximilian Richarz) ist ein deutscher Musiker/Sänger-Songschreiber.

## Leben
Richarz kam als Sohn einer französischen Mutter und eines deutschen Vaters zur Welt und wuchs in Königswinter auf. In Sankt Augustin besuchte er eine Waldorfschule und legte sein Abitur an der Integrierten Gesamtschule Bonn-Beuel ab. Nach dem Zivildienst nahm er an der Universität Köln ein Studium der Betriebswirtschaftslehre auf, das er abbrach. Ein SAE-Studium zum Toningenieur brach er ebenfalls nach einem Semester ab.
Erste musikalische Schritte unternahm er im Bereich Roots-Reggae. Noch als Schüler nahm er ein semiprofessionelles Tape auf. Später wurde der Bonner Reggaesänger Nosliw zu seinem Mentor. Er lud Maxim als Backgroundsänger auf eine Tour ein. Im November 2005 veröffentlichte er mit Hilfe von Thilo Jacks sein Debütalbum Maxim mit Reggaesongs in deutscher Sprache. Auf seinem zweiten Album Rückwärts fallen näherte er sich stärker der Popmusik an. 2011 erschien sein drittes Album Asphalt. Sein viertes Album Staub, auf dem er Unterstützung von Judith Holofernes erhalten hatte, erschien am 31. Mai 2013. Es enthielt unter anderem den Hit Meine Soldaten.
Am 20. September 2014 startete Maxim für Nordrhein-Westfalen beim zehnten Bundesvision Song Contest mit dem Lied Alles versucht und belegte den achten Platz.
2016 erschien mit Das bisschen was wir sind ein Album erneut bei Warner Music, das etwas elektronischer und düsterer gestaltet war. 2017 schließlich folgte Reprise, auf dem neue Arrangements des Vorgängeralbums mit einem Remix von Meine Soldaten ergänzt wurden. Die Besonderheit der Neuaufnahme besteht darin, dass die Stücke analog und gleichzeitig von der gesamten Band einschließlich Backgroundsängerinnen im Studio eingespielt wurden.
2019 wurde Maxim von der Jury des Deutschen Musikautorenpreises der GEMA in der Kategorie „Text Pop/Rock“ ausgezeichnet.
2020 veröffentlichte Maxim sein sechstes Studioalbum, Grüne Papageien, auf dem eignen Label Feder Records. Inzwischen zeichnet er sich neben der Komposition und dem Texten auch für die gesamte Produktion verantwortlich. Mit musikalischen Mitstreitern entwickelt er einen Sound, der sich zwischen französischem Chanson, Singer Songwriter und organischen Rockproduktionen bewegt.
Maxim ist Vater einer Tochter (* 2018); er lebt mit seiner Freundin in Bonn.
Am 12. März 2024 gab Maxim während seines Konzerts im Gloria-Theater in Köln sein Karriereende bekannt.

## Diskografie

### Alben
- 2005: Maxim (Rootdown Records)
- 2008: Rückwärts fallen (Rootdown)
- 2011: Asphalt (Downbeat Records)
- 2013: Staub (Downbeat) (Wiederveröffentlichung 2014 als Staub (Edition 2014))[5]
- 2016: Das Bisschen was wir sind (Downbeat)
- 2017: Reprise (Downbeat Records; Warner Music)
- 2020: Grüne Papageien (Feder Records / Rootdown)
- 2024: Nachtigall (Virgin)

### Livealben
- 2014: Staub Live (Downbeat)

### Singles
- 2013: Meine Soldaten
- 2013: Rückspiegel
- 2013: Haus aus Schrott
- 2014: Alles versucht (2.0)
- 2014: Staub
- 2016: Willkommen im Club
- 2016: Pille aus Luft
- 2016: Autsch
- 2017: Reprise II
- 2020: Alter Freund
- 2020: Wie man loslässt
- 2020: Marseille
- 2020: Automat
- 2020: Grüne Papageien

## Auszeichnungen
- 2019 Deutscher Musikautorenpreis in der Kategorie Text Pop/Rock